# Les Plaisirs de l'enfer
Pour les articles homonymes, voir Peyton Place.
Pour plus de détails, voir Fiche technique et Distribution.
Les Plaisirs de l'enfer (Peyton Place) est un film américain réalisé par Mark Robson, sorti en 1957, adapté du best-seller de Grace Metalious.

## Synopsis
La ville de Peyton Place n'est paisible qu'en apparence. Allison MacKenzie, une très belle étudiante, découvre que sa mère cache un lourd secret. L'arrivée d'un nouveau directeur de collège et une meilleure amie abusée par son beau-père vont finir de bouleverser le quotidien de Peyton Place.

## Fiche technique
- Titre : Les Plaisirs de l'enfer
- Titre original : Peyton Place
- Réalisation : Mark Robson
- Scénario : John Michael Hayes d'après le roman Peyton Place de Grace Metalious
- Production : Jerry Wald pour 20th Century Fox
- Musique : Franz Waxman
- Photographie : William C. Mellor
- Montage : David Bretherton
- Direction artistique : Jack Martin Smith et Lyle Wheeler
- Décorateur de plateau : Bertram C. Granger et Walter M. Scott
- Costumes : Adele Palmer et Charles Le Maire
- Pays de production : États-Unis
- Langue : anglais
- Format : Deluxe - Son : 4-Track Stereo (Westrex Recording System)
- Genre : Drame
- Durée : 157 minutes
- Date de sortie : 
  - États-Unis :  11 décembre 1957 (Camden, Maine, première)
  - États-Unis : 13 décembre 1957 (New York)
  - France : 5 mars 1958
- Affiche : Boris Grinsson (France)

## Distribution

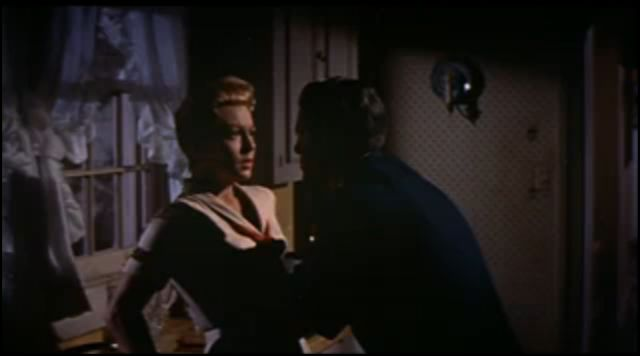
Lana Turner et Lee Philips.

- Lana Turner (V. F. : Jacqueline Porel) : Constance MacKenzie
- Diane Varsi (V. F. : Arlette Thomas) : Allison MacKenzie
- Hope Lange (V. F. : Joëlle Janin) : Selena Cross
- Lee Philips (V. F. : Michel Gudin) : Michael Rossi
- Russ Tamblyn (V. F. : Serge Lhorca) : Norman Page
- Lloyd Nolan (V. F. : Pierre Leproux) : Dr Matthew Swain
- Arthur Kennedy (V. F. : Jean Clarieux) : Lucas Cross
- Terry Moore : Betty Anderson
- David Nelson : Ted Carter
- Barry Coe (en) (V. F. : Michel François) : Rodney Harrington
- Betty Field (V. F. : Hélène Tossy) : Nellie Cross
- Mildred Dunnock : Mlle Elsie Thornton
- Leon Ames (V. F. : Stéphane Audel) : M. Harrington
- Lorne Greene (V. F. : Georges Hubert) : Procureur
- Robert H. Harris (V. F. : Marcel Painvin) : Seth Bushwell
- Erin O'Brien-Moore (V. F. : Camille Fournier) : Mme Evelyn Page
- Peg Hillias (V. F. : Cécile Dylma) : MLarion Partridge
- Scotty Morrow (V. F. : Linette Lemercier) : Joseph « Joey » Cross
- Edwin Jerome (V. F. : Albert Montigny) : Cory Hyde
- Staate Cotsworth (V. F. : Lucien Bryonne) : Charles Partridge
- Edith Clair (V. F. : Thérèse Rigaut) : Miss Colton
- Tom Greenway (V. F. : Jean-Henri Chambois) : le juge
- Ray Montgomery (V. F. : Jean Violette) : l'officier de Marine recherchant Lucas

## Galerie

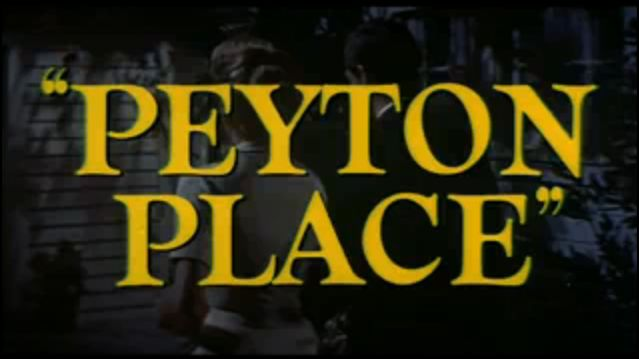
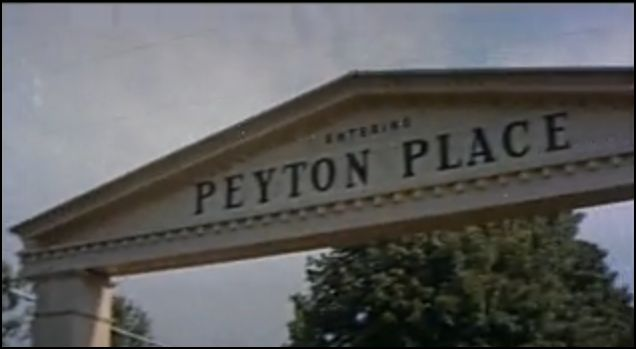
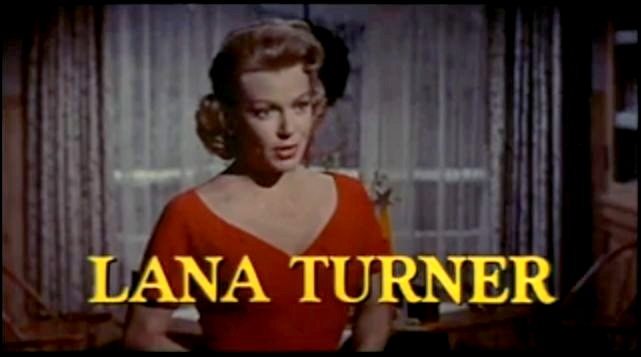
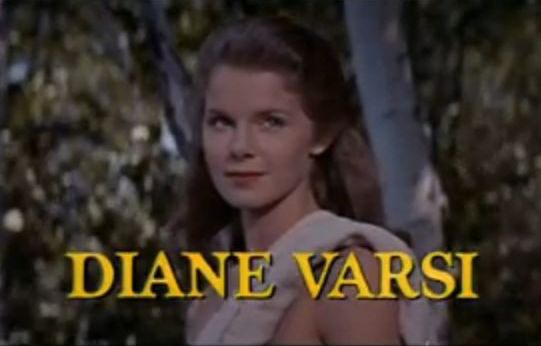
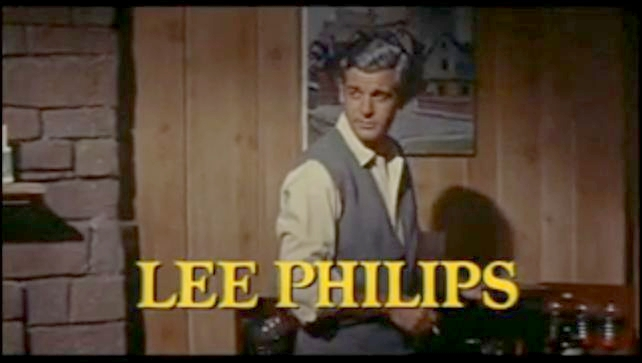
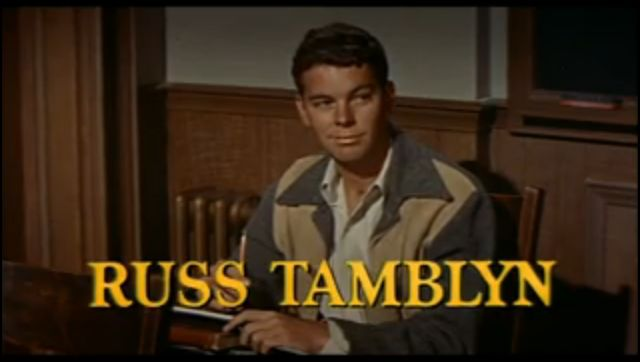
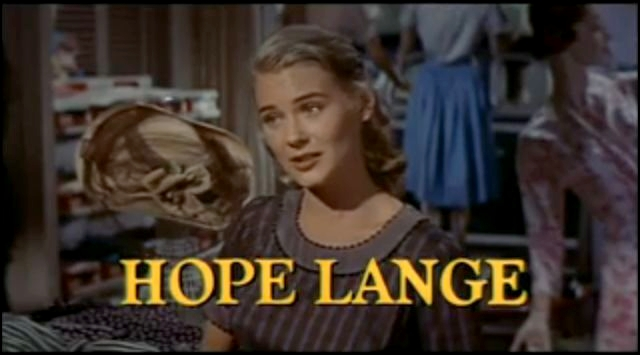
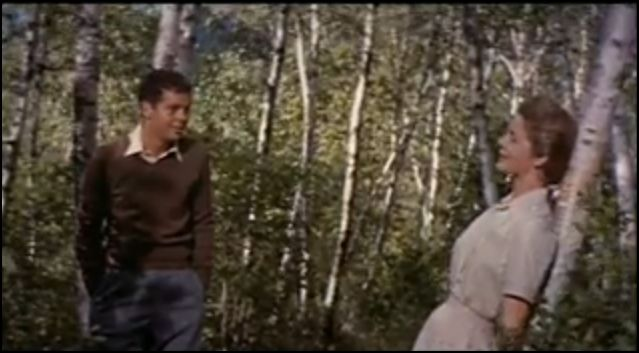
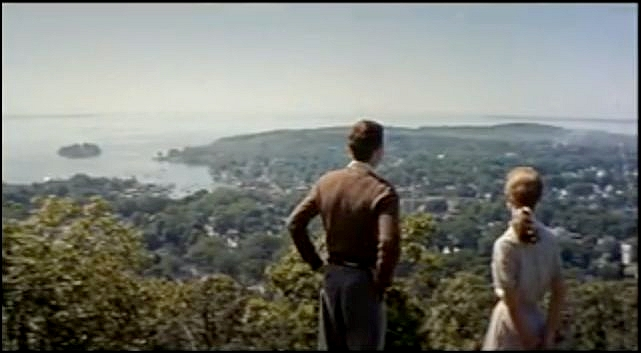
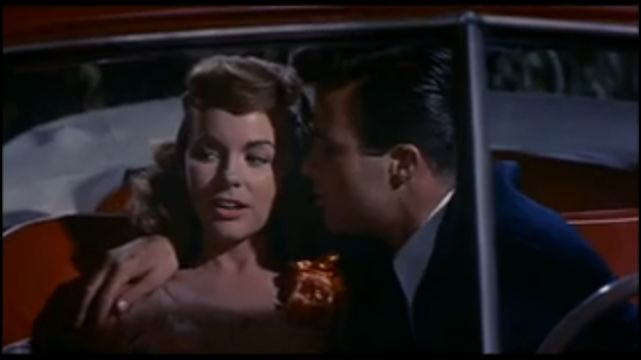

## Autour du film
- Dans Blue Velvet la scène du sauvetage de Dorothy est inspirée du rôle de Hope Lange (Selina Cross). Cette même actrice joue dans Blue Velvet et incarne Mrs Williams, la mère de Sandy, l'un des personnages principaux.